# Hort von Frome

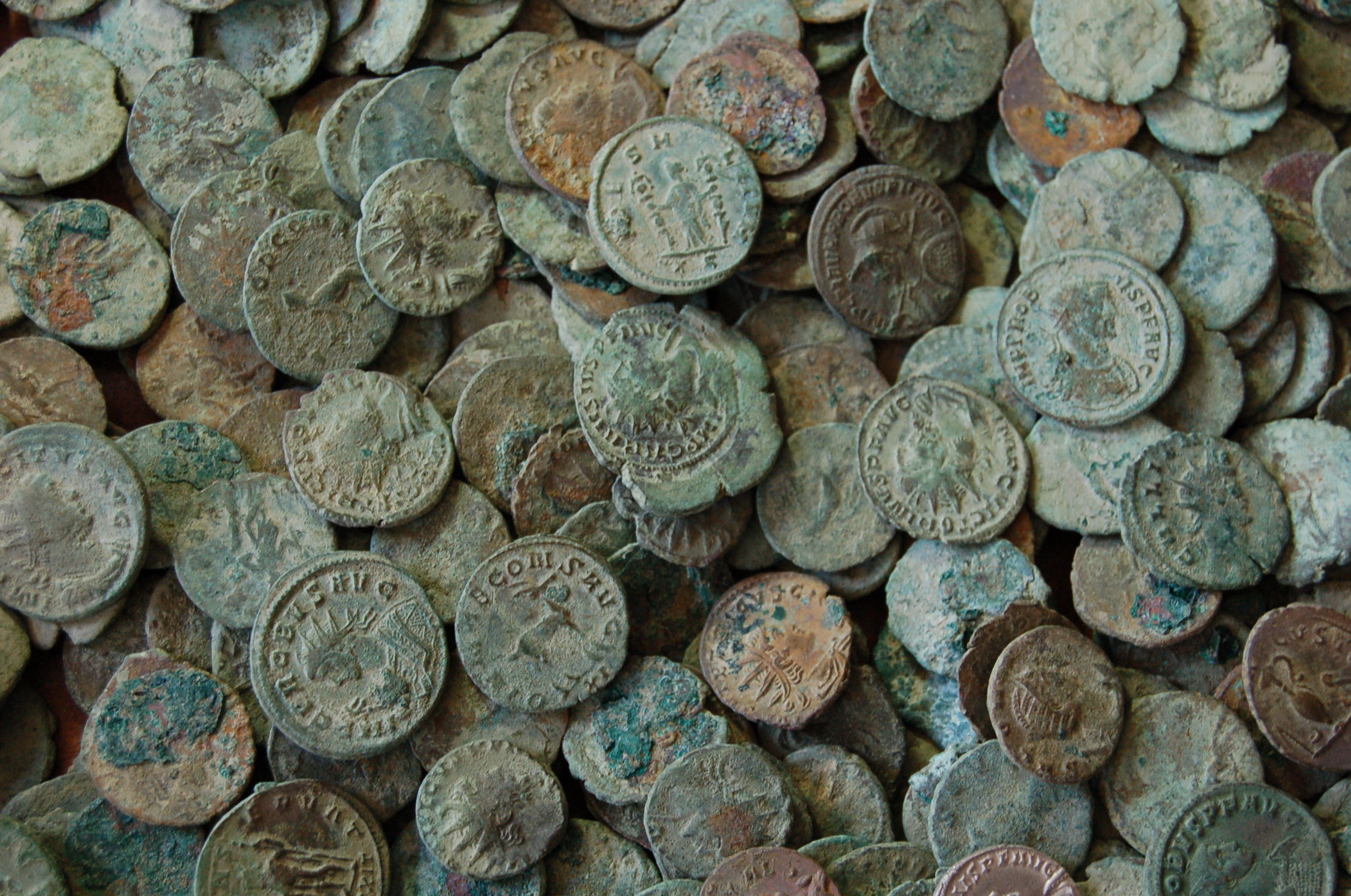
Münzen des Frome-Hortes

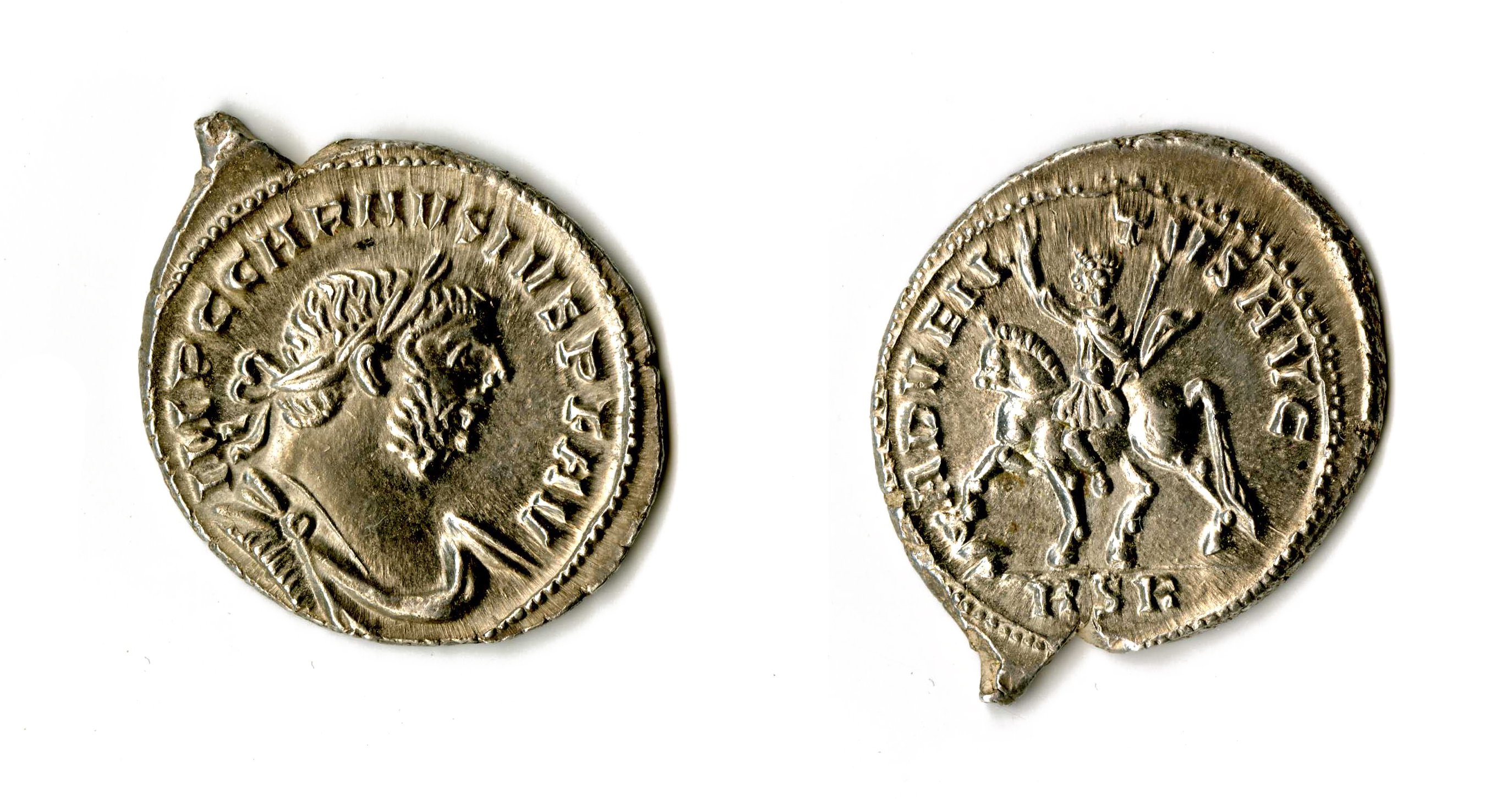
Silberdenar des Carausius

Fundsituation

Der Hort von Frome, ein Hortfund bestehend aus ca. 52.500 (davon etwa 8.000 unleserlichen) römischen Silber- und Bronzemünzen aus der zweiten Hälfte des 3. Jahrhunderts n. Chr.; sein Gewicht betrug etwa 160 kg. Der Schatzfund ist einer der größten jemals in Großbritannien gemachten; er wird im Frome Museum aufbewahrt und in Teilen gezeigt. Sein Wert wurde – trotz der eher schlechten Münzlegierungen – auf etwa £ 320.000 geschätzt.

## Fundsituation
Der Münzschatz wurde im Jahre 2010 in einem Acker nahe der Stadt Frome in der Grafschaft (county) Somerset im Südwesten Englands mit einem Metalldetektor gefunden. Die Münzen lagen in einem bis zum Rand gefüllten Keramiktopf, der – obwohl von Erde ummantelt – zerbrochen war. Im Jahr 1867 waren auf dem Feld bereits 111 und unmittelbar vor dem Fund 62 verstreute Münzen gefunden worden. Die Bergung durch Archäologen dauerte drei Tage.

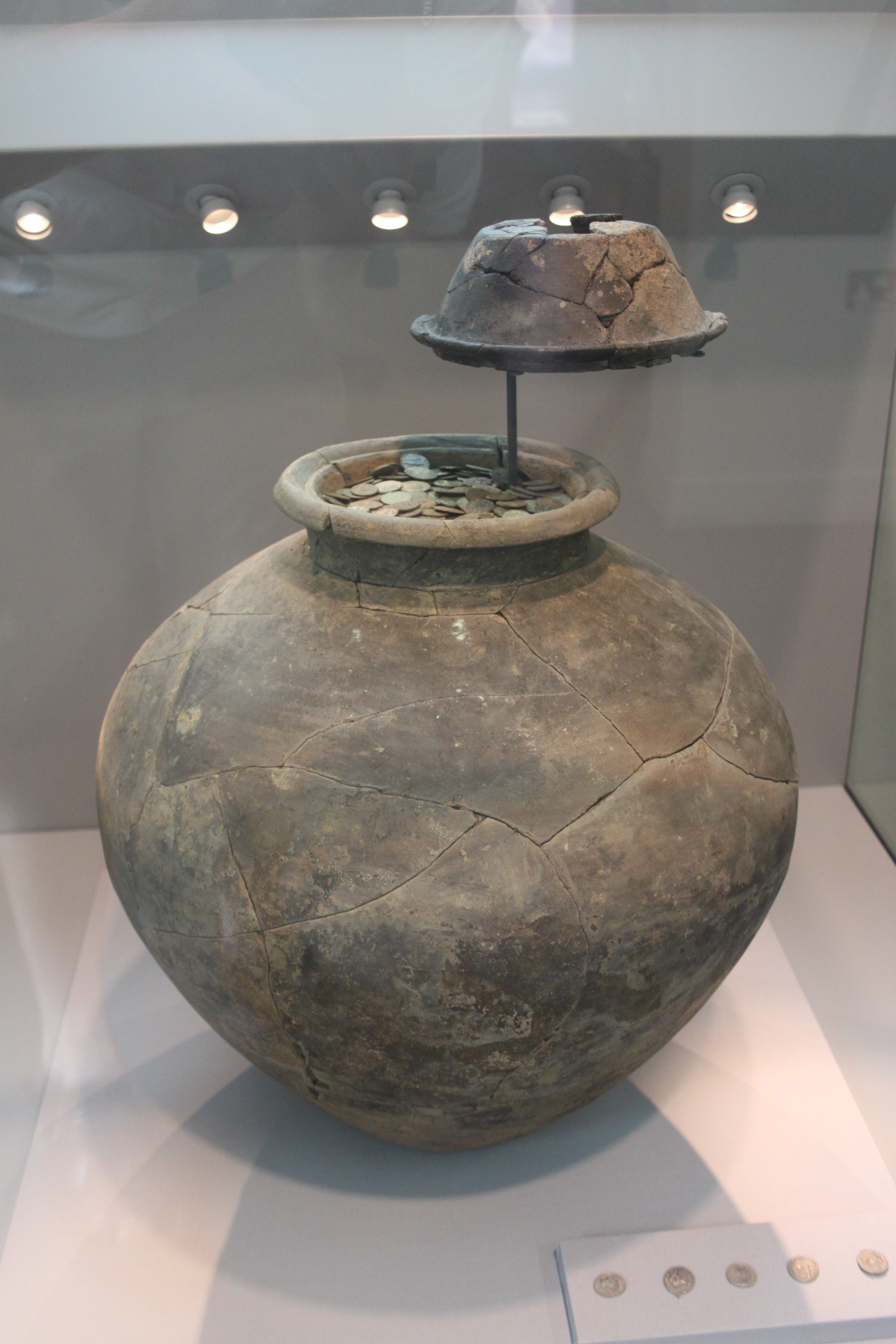
Fundkrug mit Deckel
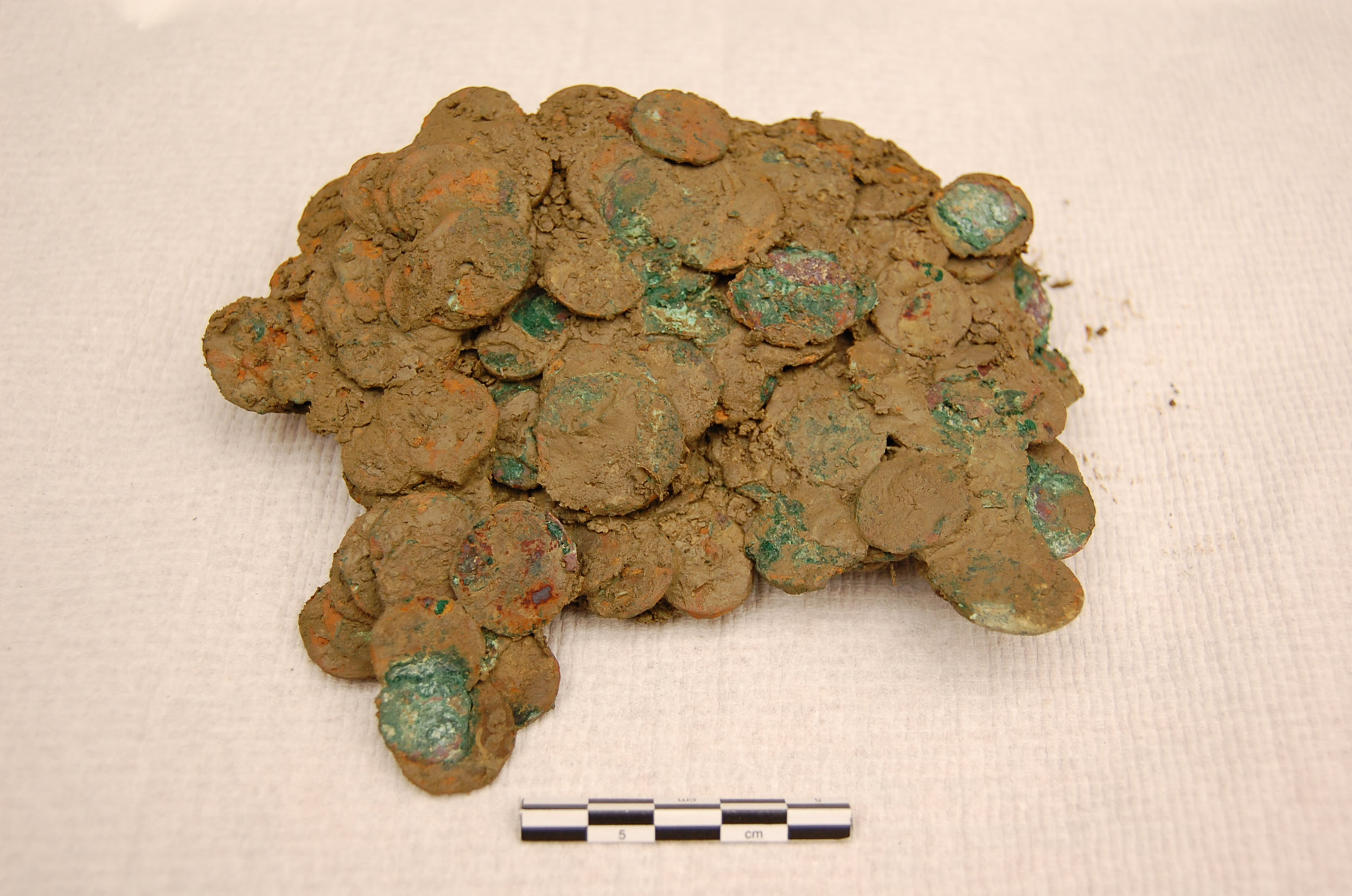
Verschlammte und korrodierte Münzen
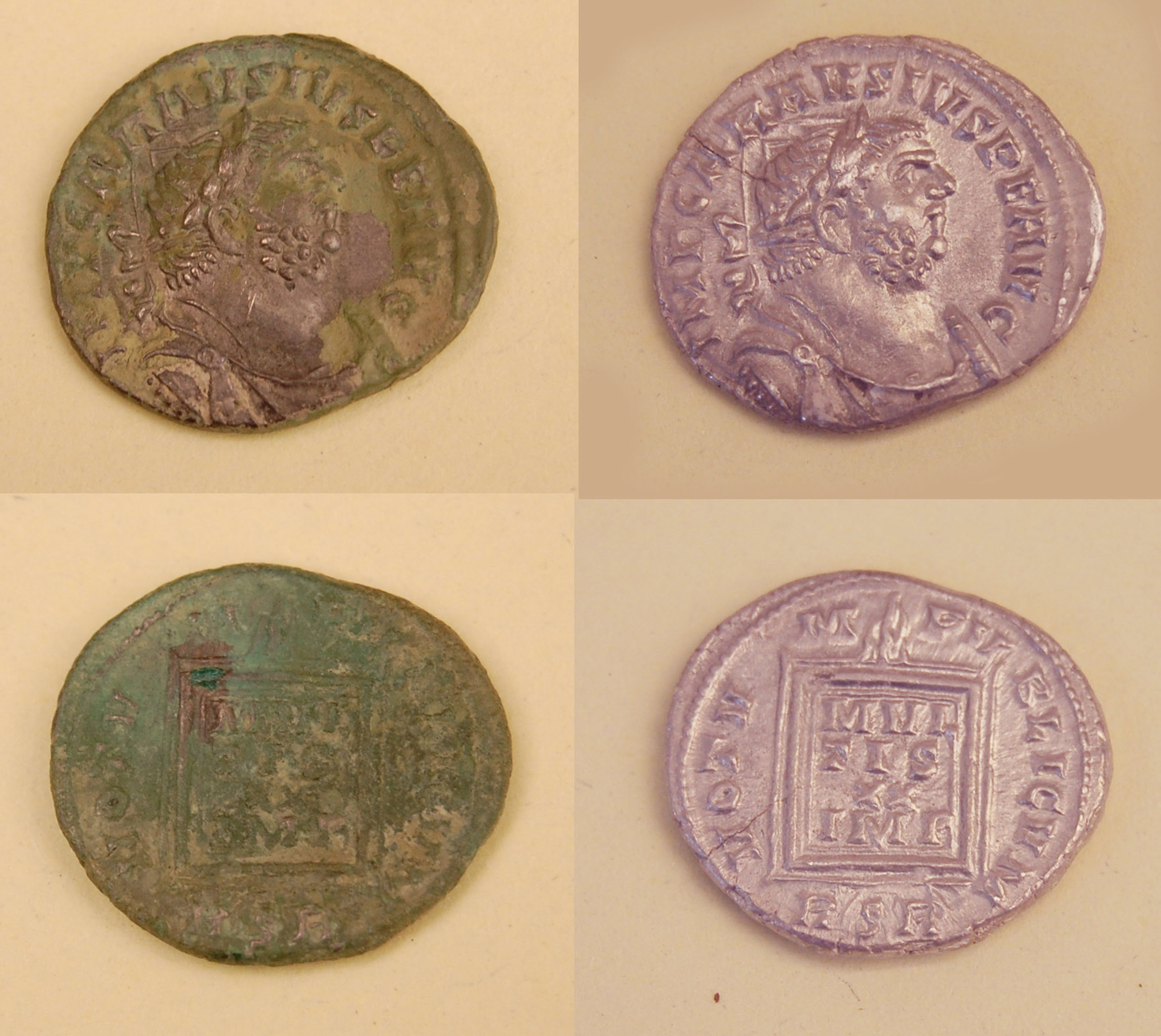
Bronzemünze vor und nach der Säuberung
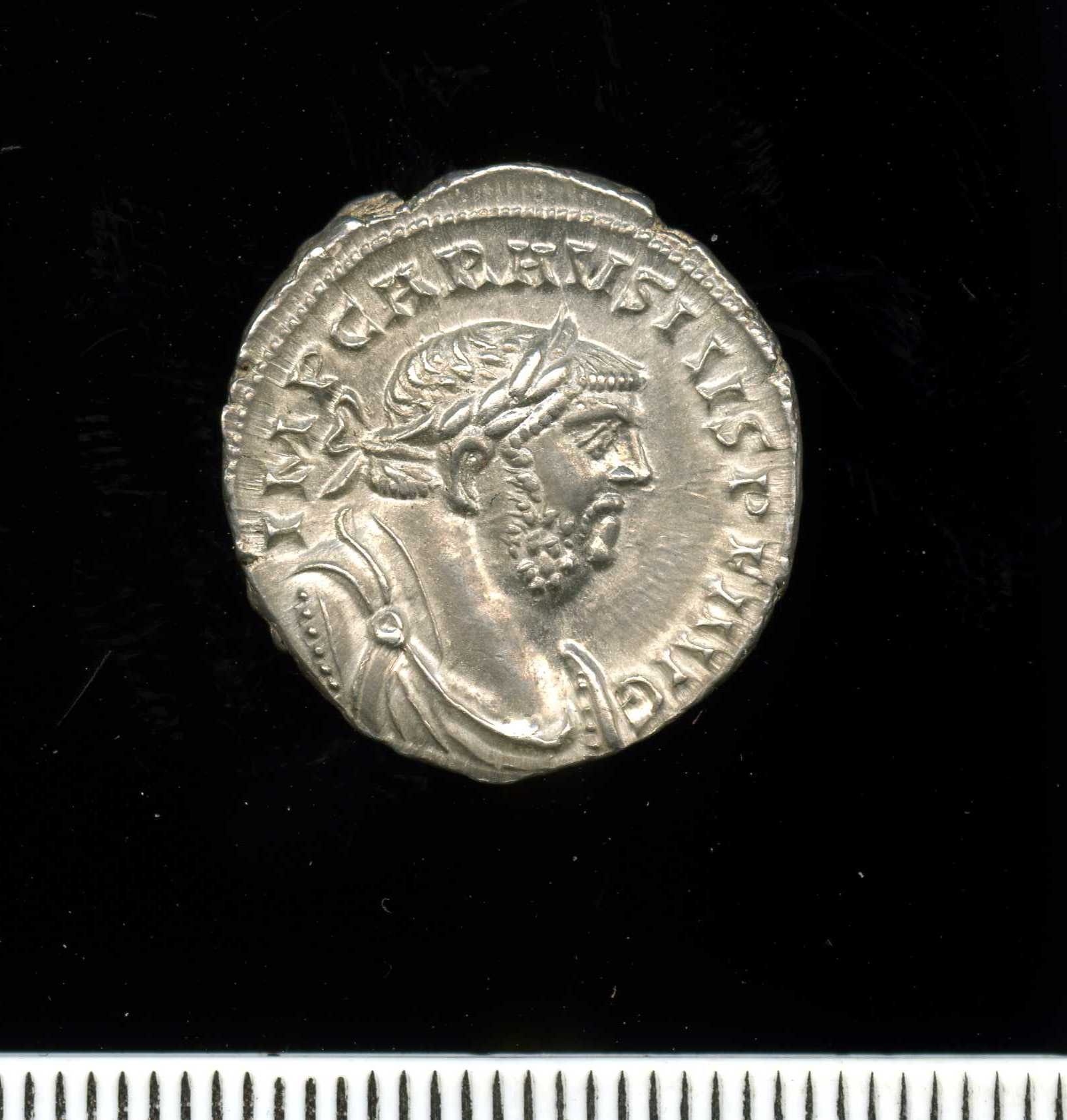
Silberdenar des Carausius

## Datierung
Über 760 Münzen tragen das Bildnis von Marcus Aurelius Mausaeus Carausius († 293), einem ehemaligen Feldherrn der römischen Armee und Gegenkaiser zu Maximian und Diokletian, dessen siebenjährige Herrschaft über England und Teile des nördlichen Galliens weitgehend in Vergessenheit geriet, da er von seinem Quaestor Allectus oder in dessen Auftrag ermordet wurde. Zum Schatz gehören Silber- und Bronzemünzen von 21 Kaisern und drei Kaisergattinnen. Die insgesamt 67 verschiedenen Prägungen stammen aus den Jahren 253 bis 293 n. Chr., so dass davon auszugehen ist, dass der Schatz wahrscheinlich kurz vor dem Ende des 3. Jahrhunderts deponiert wurde.
Obwohl es unruhige und ungewisse Zeiten waren, was ein Versteck wahrscheinlich machen würde, ist es auch möglich, dass er eine gemeinschaftliche Opfergabe an die Götter war – verbunden mit der Bitte um gutes Wetter und/oder eine gute Ernte.